# Royal Air Force
La Royal Air Force, spesso abbreviata in RAF, è l'attuale aeronautica militare del Regno Unito e parte integrante delle forze armate del Regno Unito.
Venne istituita il 1º aprile 1918, assumendo un ruolo significativo nella storia militare britannica. La RAF in particolare rappresentò la principale e più potente forza armata britannica nella seconda guerra mondiale, distinguendosi sia nel ruolo difensivo della battaglia d'Inghilterra sia nel ruolo offensivo svolto dal Bomber Command con i bombardamenti sulla Germania, lo stesso fece in Corea.
La RAF attualmente opera con 738 aerei e, al 1º aprile 2020, ha un personale di 32.940 unità. La maggior parte degli aerei e del personale della RAF sono basati nel Regno Unito, ma una percentuale è in servizio in operazioni all'estero (soprattutto Iraq ed Afghanistan) oppure in basi oltremare (vedi le Isole Falkland e Cipro).
La RAF ha celebrato il suo 90º compleanno con una formazione delle Red Arrows e di 4 Eurofighter Typhoon che ha sorvolato molte basi aeree e anche il centro di Londra.

## Storia
Nonostante il Regno Unito non sia stata la prima nazione ad utilizzare mezzi aerei militari più pesanti dell'aria, la RAF è stata la prima forza aerea di dimensioni significative a divenire indipendente dal controllo dell'esercito e della marina. Fu fondata il 1º aprile 1918, durante le fasi finali della prima guerra mondiale, come risultato della fusione tra i precedenti Royal Flying Corps e Royal Naval Air Service. Alla fine del conflitto il servizio fu drasticamente ridotto e, trovandosi il Regno Unito coinvolto direttamente in vicende belliche locali o di minore entità, il periodo tra le guerre mondiali trascorse relativamente tranquillo; la RAF si assunse la responsabilità del controllo dell'Iraq e portò a compimento un certo numero di azioni minori in altre parti dell'Impero britannico.
La RAF ebbe una rapida espansione nella seconda parte degli anni trenta e durante la seconda guerra mondiale. Basandosi sul British Commonwealth Air Training Plan del dicembre 1939, le forze aeree dei paesi del Commonwealth formarono ed addestrarono gli "Squadroni dell'Articolo XV" che furono posti sotto il controllo della RAF. Anche molti esiliati da paesi dell'Europa occupata servirono nella RAF.
Nella Battaglia d'Inghilterra della tarda estate del 1940, la RAF divenne il perno della difesa britannica, aiutando a sventare i piani di Hitler per l'invasione del Regno Unito, e spingendo il Primo ministro Winston Churchill ad affermare, in un famoso discorso alla House of Commons il 20 agosto 1940: «Mai nel campo dei conflitti umani, così tanti dovettero così tanto a così pochi».
Finita la battaglia d'Inghilterra, la RAF fu impegnata nei bombardamento strategico contro la Germania messa in atto dal Comando Bombardieri (Bomber Command). Mentre il bombardamento di obiettivi in Germania era iniziato quasi immediatamente allo scoppio delle ostilità, sotto il comando del Maresciallo dell'aria Arthur Harris questi attacchi divennero sempre più devastanti ad iniziare dal 1942 a mano a mano che nuove tecnologie ed aerei di caratteristiche tecniche superiori diventavano disponibili. La RAF adottò una controversa politica di attacchi notturni a tappeto sulle principali città tedesche come Amburgo e Dresda. Altre unità, tuttavia, svilupparono tecniche di bombardamento di precisione, tipo la "Dambuster" (Distruttore di dighe) dello No. 617 Squadron RAF o quelle di "dive bombing" usate nell'Operazione Bowler.
Tra i crimini commessi abbiamo il bombardamento della scuola francese di Copenaghen e della nave Cap Arcona. Quest'ultimo ancora coperto da segreto di stato.
Durante gli anni della guerra fredda il ruolo principale della RAF fu quello della difesa del continente europeo contro potenziali attacchi da parte dell'Unione Sovietica, incluso il mantenimento del deterrente nucleare del Regno Unito per un certo numero di anni, venne poi impiegata anche in Corea e in altri conflitti locali, tra cui la breve guerra delle Falkland. Dopo la fine della guerra fredda, la RAF ha intrapreso parecchie operazioni su larga scala, come la guerra del Kosovo, l'invasione del 2001 dell'Afghanistan e l'invasione del 2003 dell'Iraq.

## Aeromobili in uso
Sezione aggiornata annualmente in base al World Air Force di Flightglobal del corrente anno. Tale dossier non contempla UAV, aerei da trasporto VIP ed eventuali incidenti accorsi durante l'anno della sua pubblicazione. Modifiche giornaliere o mensili che potrebbero portare a discordanze nel tipo di modelli in servizio e nel loro numero rispetto a WAF, vengono apportate in base a siti specializzati, periodici mensili e bimestrali. Tali modifiche vengono apportate onde rendere quanto più aggiornata la tabella.
| Aeromobile                           | Origine                            | Tipo                                                              | Versione (denominazione locale) | In servizio (2024) | Note | Immagine |
| Aerei da combattimento               |                                    |                                                                   |                                 |                    | |          |
| Eurofighter EF-2000                  | Regno Unito Germania Italia Spagna | cacciabombardiereconversione operativa                            | FGR4T1                          | 13422              | 160 esemplari ordinati, e consegnati tra il 2003 ed il 4 ottobre 2019. Complessivamente sono stati consegnati 53 Trance 1 (34 monoposto e 16 biposto + gli esemplari di sviluppo (IPA1, IPA5 e IPA6), 67 Tranche 2 (61 monoposto e 6 biposto) e 40 Tranche 3. Un monoposto Traance 1 è andato perso il 23 aprile 2008. Una parte dei Tranche 1 viene gradualmente ritirata per trarne fonte di parti ricambio. |          |
| Lockheed Martin F-35 Lightning II    | Stati Uniti                        | cacciabombardierecacciabombardiere a decollo verticale            | F-35ALightning FGR1             | 031                | 48 F-35B ordinati (con un fabbisogno di 138). Lotto iniziale di 48 annunciato per impiego su portaerei. Primo reparto operativo previsto per il 2016. Decisione sul quantitativo finale attesa per il 2015. Velivoli impiegati in modo congiunto dalla FAA e dalla RAF. Un F-35B è stato perso il 17 novembre 2021. Ulteriori 26 esemplari ordinati il 26 aprile 2022, che hanno portato il numero degli esemplari ordinati a 74. 12 F-35A a decollo convenzionale ordinati a giugno 2025 per dotare nuovamente la RAF della capacità aerea nucleare duale attraverso l’adozione della bomba B61-12. |          |
| Aerei AWACS ed Impieghi speciali     |                                    |                                                                   |                                 |                    | |          |
| Boeing E-7 Wedgetail                 | Stati Uniti                        | AEW                                                               | AEW1                            | 0                  | 5 E-7 ordinati a marzo 2019. |          |
| Beechcraft Shadow R2                 | Stati Uniti                        | aereo da sorveglianza                                             | R2                              | 8                  | 8 esemplari in servizio (di cui uno da addestramento) a tutto il 2018. Ulteriori 2 aerei comprati di seconda mano più la conversione dell'esemplare da addestramento, hanno portato la flotta a 8 esemplari e tutti aggiornati alla nuova versione R2. Tutti e otto gli aerei saranno aggiornati con un sistema di protezione elettronica DAS (Defensive Aids System) di Leonardo, un sistema multi-funzione di allerta minacce Elix-IR di Thales, dal DIRCM (Directed Infra-Red Counter Measure) Miysis di Leonardo e da un sistema di lancio contromisure Vicon di Thales. |          |
| L3 Technologies RC-135 Airseeker     | Stati Uniti                        | ISR                                                               | RC-135W                         | 3                  | 3 aerei ordinati che ed impiegati dal No. 51 Squadron RAF. Tutti in servizio al giugno 2019. |          |
| Boeing P-8 Poseidon                  | Stati Uniti                        | Aereo da pattugliamento marittimo                                 | MRA Mk1                         | 9                  | 9 aerei ordinati al gennaio 2019. Il primo aereo è stato preso in consegna negli Stati Uniti ad ottobre 2019. Il nono ed ultimo esemplare è stato consegnato il 11 gennaio 2022. |          |
| Aeromobili a pilotaggio remoto - UAV |                                    |                                                                   |                                 |                    | |          |
| General Atomics MQ-9 Reaper          | Stati Uniti                        | UAV                                                               | MQ-9Protector RG1               | 91                 | 11 MQ-9 Reaper Block 1 ordinati tra il 2006 ed il 2011. Un esemplare è stato perso nel 2008, uno radiato nel 2019. Un ulteriore MQ-9 Block 1 è stato ordinato il 4 aprile 2021. I primi 3 di ulteriori 16 nuovi Protector RG1 (il requisito e per 20 esemplari) sono stati ordinati a luglio 2020 ed entreranno in servizio entro il 2024. Principalmente impiegato compiti di ISTAR RPAS. In dotazione al 39 Sqn e al XIII Sqn. Ulteriori 13 esemplari sono stati ordinati a luglio 2021, portando a 16 gli esemplari ordinati. Il primo Protector RG1 è stato consegnato il 6 ottobre 2022. |          |
| Aerei per rifornimento in volo       |                                    |                                                                   |                                 |                    | |          |
| Airbus Voyager KC3                   | Unione europea                     | rifornimento in volo                                              | KC2KC3                          | 14                 | 14 Voyager ordinati, di cui 7 KC3 con stazione di rifornimento a tubo flessibile anche centrale, e 5 KC2 con soli i 2 pod subalari. Il velivolo è impiegato in modo congiunto dalla RAF e dall'AirTanker consortium. Uno dei 5 Voyager KC2, il ZZ336, è stato ridipinto con una livrea e sarà utilizzato per il trasporto VIP. |          |
| Aerei da trasporto                   |                                    |                                                                   |                                 |                    | |          |
| Boeing C-17 Globemaster III          | Stati Uniti                        | aereo da trasporto strategico                                     | C-17A                           | 8                  | Tutti e 8 sono della variante ER (extended range). Impiegati dal No. 99 Squadron. |          |
| Lockheed Martin C-130J Hercules II   | Stati Uniti                        | aereo da trasporto                                                | C.4                             | 7                  | 15 C.4 e 10 C.5 ordinati nel 1995 ed entrati in servizio a partire dal 1998. Il C4 (C-130J-30) è la versione allungata del C5 (C-130J) che ha 15 piedi in più di fusoliera, il che incrementa lo spazio interno utilizzabile (due pallet in più di carico). 2 C5 (C-130J a fusoliera standard) sono stati venduti al Bahrain che li ricevuti dopo un aggiornarnamento da parte della Marshall Aerospace and Defence Group. Ulteriori 2 C-130J a fusoliera corta sono stati ceduti all'Aeronautica del Bangladesh, nel agosto del 2017 (aggiornati dalla Marshall Aerospace and Defence Group prima di essere consegnati) e consegnati nell'agosto 2019 e nel maggio 2020. Ulteriori 3 C.5 ceduti sempre al Bangladesh nel giugno del 2019. Uno C4 (C-130J-30) è stato perso in Iraq ad agosto 2017 (ma solo a giugno 2018 è stato rivelato) durante una missione per il trasporto di reparti speciali. 1 ulteriore C5 è stato ceduto alla US Navy, consegnato nel novembre del 2020 ed utilizzato come "Fat Albert" dalla pattuglia acrobatica Blue Angels. |          |
| Airbus A400M Atlas                   | Unione europea                     | aereo da trasporto                                                | A400M                           | 22                 | 22 aerei ordinati. Essi andranno a sostituire i Lockheed Martin C-130J Hercules II. Il ventiduesimo ed ultimo A400M è stato consegnato il 22 maggio 2023. |          |
| British Aerospace BAe 125            | Regno Unito                        | aereo da trasporto                                                | CC3                             | 2                  | Il CC3 è impiegato prevalentemente per il trasporto VIP. Impiegato dal No. 32 (The Royal) Squadron C Flight. 2 |          |
| Dassault Falcon 900                  | Francia                            | aereo da trasporto VIP                                            | Envoy IV CC Mk1 (Falcon 900LX)  | 2                  | 2 Falcon 900LX ordinati l'8 febbraio 2022, per conto della compagnia privata Centreline che li darà in leasing alla RAF, e gestiti da equipaggi misti formati da civili e militari. Gli aerei saranno destinati al trasporto della famiglia reale. Il primo aereo, designato Envoy IV CC Mk1, è stato consegnato il 18 maggio 2022, mentre il secondo a fine luglio dello stesso anno. |          |
| Aerei da addestramento               |                                    |                                                                   |                                 |                    | |          |
| BAe Hawk                             | Regno Unito                        | aereo da addestramento avanzato                                   | T1T2                            | 1028               | 76 Hawk T1 e 28 Hawk T2 consegnanti. Gli Hawk T1 e T2 sono attualmente impiegati presso la base aerea RAF Valley per addestramento avanzato con i jet in dotazione al No 208(R) Squadron e al No 4(R) Squadron. La pattuglia acrobatica Red Arrows utilizza la versione T1 ed ha base a RAF Scampton. I T1A sono utilizzati per addestramento tattico alle armi con il No 208(R) Squadron presso RAF Valley e dal No. 100 Squadron con base RAF Leeming per l'addestramento avanzato per gli armamenti agli operatori di sistema. Gli esemplari della versione T1A (tranne gli esemplari in carico alla pattuglia Red Arrows), sono stati ritirati a marzo 2022. |          |
| Beechcraft King Air                  | Stati Uniti                        | aereo da addestramento                                            | B200B350                        | 4                  | 8 tra B22 e B350 consegnati. Addestratore multimotore impiegato dal No. 45(R) Squadron, parte del No. 3 Flying Training School con base RAF Cranwell nel Lincolnshire. Proprietà di un operatore privato. |          |
| Grob Tutor                           | Germania                           | aereo da addestramento basico                                     | T1                              | 91                 | Impiegato per addestramento al volo basico da 14 University Air Squadron e 12 Air Experience Flight nel Regno Unito. Vengono anche impiegati dalla Central Flying School e per addestramento basico agli operatori di sistemi presso il RAF College di Cranwell. Proprietà di un operatore privato. |          |
| Grob G 120                           | Germania                           | aereo da addestramento basico                                     | G 120TP                         | 23                 | 23 ordinati. utilizzati per il programma MFTS (Military Flying Training System), in servizio all'aprile 2018 e gestiti da Affinity Flying Services. |          |
| Raytheon T-6 Texan II                | Stati Uniti                        | addestramento basico                                              | T-6C                            | 14                 | 10 ordinati, da utilizzare nell'ambito del programma UK Military Flight Training System (UKMFTS). Ulteriori 4 aerei sono stati consegnati il 3 novembre 2020, portando a 14 il numero degli esemplari ordinati. |          |
| Embraer Phenom 100                   | Brasile                            | aereo da addestramento intermedio                                 | Phenom 100                      | 5                  | 5 Phenom 100 ordinati, utilizzati per il programma MFTS (Military Flying Training System), in servizio all'aprile 2018 e gestiti da Affinity Flying Services. |          |
| Grob Viking                          | Germania                           | aereo da addestramento basico                                     | TX1                             | 52                 | 60 TX1 consegnati. Impiegato dalla Air Cadet Organisation per addestramento su aliante ai cadetti. |          |
| Elicotteri                           |                                    |                                                                   |                                 |                    | |          |
| Boeing CH-47 Chinook                 | Stati Uniti                        | elicottero da trasporto pesanteelicottero per operazioni speciali | HC4 HC5 HC6CH-47F (ER) Block II | 814380             | All'ottobre 2020 risultano in servizio 8 HC5, 14 HC6 e 38 HC6A. Gli HC4/HC4A sono degli HC2/HC2A che sono stati aggiornati in base al Progetto Julius, mentre gli HC5 sono HC3 aggiornati. Tutte le versioni precedenti saranno portate allo standard HC6. La vendita di ulteriori 16 CH-47F ER Block II è stata autorizzata dal Dipartimento di Stato USA il 19 ottobre 2018. 14 CH-47F ER Block II ordinati il 22 giugno 2021, con consegne a partire dal 2026. |          |
| Bell 412 Griffin                     | Canada                             | SAR                                                               | HAR2                            | 3                  | 3 Bell 412 consegnati. Di base a RAF Akrotiri nel ruolo ricerca e soccorso e a supporto delle Nazioni Unite per l'area demilitarizzata di Cipro. |          |
| Airbus Helicopters H135 Juno         | Unione europea                     | elicottero da addestramento                                       | H135                            | 29                 | 29 H135 ordinati. Consegne terminate il 1º aprile 2018. Ad ottobre 2018 tutti gli esemplari risultano operativi.. |          |
| Airbus Helicopters H145 Jupiter      | Unione europea                     | elicottero da addestramento                                       | H145                            | 7                  | Consegne terminate nel maggio 2017. Ad ottobre 2018 tutti gli esemplari risultano operativi. |          |

## Aeromobili ritirati
- Westland Puma HC1/HC2 - 48 esemplari (1971-2025)[10][105][106][107][108][109][109][110]
- Aérospatiale SA 330J Puma - 1 esemplare (1982-2025)[105][106]
- Aérospatiale SA 330L Puma - 6 esemplari (2002-2025)[105][106]
- AgustaWestland AW109SP - 1 esemplare (2015-2023)[9][111][112][113][114]
- BAe 146 CC3 - 2 esemplari (2013-2022)[115][116][117][118][119]
- BAe 146 CC2 - 2 esemplari (1986-2022)[115][116][118][119]
- Boeing Sentry AEW1 - 7 esemplari (1991-2021)[9][10][120][121][122][123][124]
- Britten-Norman BN-2 Islander AL1 - 8 esemplari (2019-2021)[9][125][126]
- Britten-Norman BN-2 Islander AL2 - 3 esemplari (2019-2021)[9][125][126]
- Britten-Norman BN-2 Defender CC2 - 1 esemplare (2019-2021)[9][125][126]
- Raytheon Sentinel R1 - 5 esemplari (2007-2021)[9][127][128][129][130][131]
- Eurocopter Squirrel HT1 - 34 esemplari (?-?)
- Short Tucano T Mk. 1 - 130 esemplari (1989-2019)[132]
- Panavia Tornado GR4 - (1979-2019)[133][134]
- Panavia Tornado GR4A - (1979-2019)[133][134]
- Panavia Tornado GR4T - (1979-2019)[92][133][134]
- Grob Vigilant T1 - 62 esemplari (?-2018)[135]
- AgustaWestland Merlin HC3/A - 27 esemplari (?-?)[136]
- Westland Sea King HAR3/A
- Panavia Tornado F.3 - 165 esemplari (1985-2011)[137]
- Hercules C.1/C.3 - 66 esemplari (1967-2012)[72]
- BAE Harrier GR.1/2/3/4/7/9 - (1969-2010)[138]
- BAE Harrier T.10/12 - (1969-2010)[138]
- SEPECAT Jaguar GR.1/1A/1B/3/3A - 165 esemplari (1973-2007)[139]
- SEPECAT Jaguar T.2/2A/2B - 35 esemplari (1973-2007)[139]
- Buccaneer S.2B
- Buccaneer S.2A
- McDonnell Douglas F-4M Phantom II
- McDonnell Douglas F-4J Phantom II
- McDonnell Douglas F-4K Phantom II